# Янибаєвська сільська рада (Білокатайський район)
Яниба́євська сільська рада (рос. Яныбаевский сельский совет) — муніципальне утворення у складі Білокатайського району Башкортостану, Росія. Адміністративний центр — село Янибаєво.

## Населення
Населення — 1029 осіб (2019, 1155 в 2010, 1303 в 2002).

## Склад
До складу поселення входять такі населені пункти:
| Населений пункт    | Населення, осіб (2002) | Населення, осіб (2010) |
| ------------------ | ---------------------- | ---------------------- |
| Айгир'ял, присілок | 203                    | 188                    |
| Мунасово, присілок | 193                    | 123                    |
| Янибаєво, село     | 907                    | 844                    |